# Crystal McCahill
Crystal McCahill (River Forest, 18 dicembre 1983) è una modella statunitense, playmate per la celebre rivista Playboy nel maggio del 2009. Le sue foto comparse nel classico Paginone Centrale sono state scattate da Stephen Wayda e Barry Fontenot.

## Biografia

### Carriera
Figlia d'arte in quanto anche sua madre Gale Olson ha posato nuda per il periodico creato da Hugh Hefner nell'agosto del 1968, Crystal è stata oltre che playmate per un mese, anche una delle tre finaliste per il concorso 55th Anniversary Playmate assieme a Daša Astaf"jeva (poi vincitrice) e Hope Dworaczyk. Proprio per questa competizione nel 2008 inoltre è apparsa in tre episodi della quinta stagione del reality show The Girls Next Door (conosciuto anche come The Girls of the Playboy Mansion) trasmesso via cavo dal canale televisivo E!.
Attualmente la giovane modella è sotto contratto con la Global Adrenaline Agency di Chicago appartenente a "Big" Steve Honacki; tale agenzia dal 1997 (anno di fondazione) sino ad oggi si è specializzata soprattutto nel curare serate ed eventi notturni di celebrità e VIP. Il 15 maggio 2009 Crystal ha inciso inoltre un video musicale per la Blastro Networks, un'industria discografica online.

### Controversie
Crystal McCahill è stata fermata e arrestata il 7 gennaio 2009 per guida in stato di ebbrezza dalla polizia della Contea di Cook (in Illinois) mentre guidava una Volkswagen Passat 2005; a quanto pare, stando alle dichiarazioni degli agenti coinvolti nell'arresto, la modella ha sorpassato con il rosso due semafori (uno a Chicago Avenue e uno a Wood Street) venendo poi fermata. Una volta effettuato il rilevamento con l'etilometro si è scoperto che la ragazza aveva un tasso alcolemico pari al doppio di quello consentito dalla legge; Crystal quindi deve aver bevuto un po' troppo al Climax nightclub nel quale lavora come barista e dal quale stava tornando. Il 19 marzo ha pertanto dovuto presentarsi davanti ad un giudice della stessa contea in cui è stata fermata per essere processata (al Daley Center precisamente); tuttavia in seguito ad un nulla di fatto il giudice stesso ha deciso di continuare il processo il 10 luglio.

## Curiosità
- Crystal McCahill ha sempre dichiarato di essere vegetariana in quanto ama troppo gli animali.